# Giuseppe Berardi
Pour les articles homonymes, voir Berardi.
Giuseppe Berardi (né le 28 septembre 1810 à Ceccano dans le Latium, et mort le 6 avril 1878 à Rome) est un cardinal italien du XIXe siècle.

## Biographie
Avant de rejoindre la vie ecclésiastique, Berardi était marié, mariage dont est née une fille. Berardi exerce des fonctions au sein de la curie romaine, notamment comme vice-président du tribunal civil de Rome, substitut au secrétariat du secrétariat d'état et à la Congrégation extraordinaire des affaires ecclésiastiques. Il est élu archevêque titulaire de Nicée en 1863 et est consacré le 8 novembre de la même année par Costantino Patrizi Naro avec comme co-consécrateurs Alessandro Franchi et François Marinelli.
Le pape Pie IX le crée cardinal lors du consistoire du 13 mars 1868. Le cardinal Ferrieri[Qui ?] participe au concile de Vatican I en 1869-1870. Il est administrateur de commerce et pro-ministre[Quoi ?]du commerce et du travail public. Berardi participe au conclave de 1878, lors duquel Léon XIII est élu.

## Succession apostolique
Giuseppe Berardi a ordonné les évêques suivants :
- Archevêque Luigi Maria Aguilar, B. (1871)
- Archevêque Antonio Sbrolli (it) (1871)
- Évêque Pietro Giuseppe de Gaudenzi (it) (1871)
- Archevêque Serafino Milani, O.F.M.Obs. (1874)
- Cardinal Angelo Bianchi (1874)